# Rector Street (Broadway-Seventh Avenue Line)
Rector Street is een station van de metro van New York.
Het station is onderdeel van de New Yorkse metrolijn 1 en ligt op de hoek van Rector Street en Greenwich Street in de wijk Lower Manhattan.
Tot 15 september 2002 is het station gesloten gebleven vanwege de terroristische aanslagen op 11 september 2001. In de gesloten tijd is het station gerenoveerd.
Van noord naar zuid:
Van Cortlandt Park-242nd Street · 
238th Street · 
231st Street · 
Marble Hill-225th Street · 
215th Street · 
207th Street · 
Dyckman Street · 
191st Street · 
181st Street · 
168th Street · 
157th Street · 
145th Street · 
137th Street-City College · 
125th Street · 
116th Street-Columbia University · 
110th Street-Cathedral Parkway · 
103rd Street · 
96th Street ·
86th Street · 
79th Street · 
72nd Street · 
66th Street-Lincoln Center · 
59th Street-Columbus Circle · 
50th Street · 
Times Square-42nd Street · 
34th Street-Penn Station · 
28th Street · 
23rd Street · 
18th Street · 
14th Street · 
Christopher Street-Sheridan Square · 
Houston Street · 
Canal Street · 
Franklin Street · 
Chambers Street · 
WTC Cortlandt · 
Rector Street · 
South Ferry